# Hełm Hadesa
Hełm Hadesa (szyszak Hadesa) – w mitologii greckiej hełm boga świata zmarłych wykonany z psiej skóry, który czynił go niewidzialnym.
Został wykonany przez cyklopów ze skóry psa. Hades otrzymał go w podzięce za to, że wraz z innymi bogami uwolnił ich z Tartaru. Działo się to tuż przed wojną z jego ojcem Kronosem.
Nakrycie głowy o cudownej właściwości czynienia niewidzialnym zostało przez Hadesa użyczone Atenie (Iliada Homera, V, 498), a także Perseuszowi, jako pomocne w pokonaniu Meduzy.